# Psycho le Cému
 (novembre 2012).
Si vous disposez d'ouvrages ou d'articles de référence ou si vous connaissez des sites web de qualité traitant du thème abordé ici, merci de compléter l'article en donnant les références utiles à sa vérifiabilité et en les liant à la section « Notes et références ».
Psycho le Cému est un groupe de visual kei. Le principe du groupe tournait autour des concepts de passé/futur qui étaient prétextes à des tenues de type cosplay pour imager la musique du groupe. Composé de Daishi au chant, Lida et Aya à la guitare, Seek à la basse et Yura à la batterie, le groupe jouait dans un style pop/rock avec des influences électro, punk et heavy.
Bien que beaucoup aient accusé le groupe d'être très commercial, il est indéniable que leur musique peut être entraînante (Ai no Uta), originale (UNDEAD MAN, sei~excalibur~ken) et travaillée (voir le dernier album ~Epilogue~ kataritsuga reru monogatari).

## Histoire
C'est en 1999 que le groupe est formé. En 2000, il réalise en autonomie son premier maxi-single Kronos. Il réalise ensuite sous le label indie Limited Record le maxi-single Risokyu Ryokou Guide Disc. 

En septembre 2001, Psycho le Cému réalise son premier album Doppelganger et commence une tournée internationale. Le groupe a comme manager Sweet Heart, un spécialiste du visual kei qui s'est occupé de Luna Sea, Shazna, La'Cryma Christi, Pierrot et Plastic Tree.
En 2003, Psycho le Cému signe pour le label japonais Crown et passe major. Leurs deux singles suivants sont classés dans le top 10 de l'Oricon. 

Dans la moitié de 2004, le groupe apparait à la Pacific Media Expo et au Project A-kon, et le groupe enchaîne les concerts et sort Psycho le Cému in USA Live & Document DVD en septembre 2004. 

Le groupe retourne aux États-Unis en 2005 et joue à 3 conventions (Katsucon en Virginie, Megacon en Floride et AOD: The San Francisco animation Convention en Californie)

Mais le 31 mai 2005, le chanteur, Daishi, fait une analyse d'urine et est contrôlé positif pour l'utilisation de stimulant et est arrêté par la police de Kanagawa. La sentence de Daishi est annoncée le 30 septembre : il a été condamné à un an et dix mois de prison.

Actuellement, les membres sont tous dans un groupe. Aya et seek était en premier lieu de le groupe ISABELLE puis dans Mix Speaker's, Inc. Lida et Yura-sama ont formé le duo Dacco.

En mai 2006, le groupe sort un dernier album nommé ~EPILOGUE~ Kataritsugareru Monogatari  et tous les CD furent vendus, et le Live in USA II DVD qui n'avait pas été sorti à cause de l'arrestation de Daishi sortit finalement. Mais le groupe est toujours en conflit permanent. C'est la fin de Psycho le Cému.
Cependant, lors de l’événement Japan Expo de Paris en juillet 2016, le groupe fait quelques apparitions.

## Formation
- Aya
- Daishi
- Lida
- Seek
- Yuraサマ (Yura-sama)

## Discographie

### Albums
- Doppelganger ~mou hitori no jibun~ (26 septembre 2000)
- Prism (mini-album) (17 juillet 2002)
- FRONTIERS (27 aout 2003) -
- Beautiful World ~Kono hitomi ni utsuranai mono~ (11 octobre 2004) Psycho le Cému BEST (Meilleur vente en Indie) (26 avril 2006)
- ~EPILOGUE~ Kataritsugareru Monogatari -
- Psycho le Cému Best (Meilleur vente en Major) (23 aout 2006)

### Singles
- -Kronos- (21 mars 2000)
- Risoukyou ryokou Guide Disc (22 novembre 2000)
- A Trip to the Arcadia (18 juillet 2001) -
- REMEMBRANCE (8 janvier 2001)
- Ai no uta (2 octobre 2002)
- Gekiai Merry-Go-Round / Shunkashuutou (16 janvier 2003)
- Roman hikou (23 avril 2003) .
- Miracle High Tension! (21 mai 2003)
- A Trip to the Arcadia (8 octobre 2003) - Re-Release
- Omoide aruki (18 février 2004)
- Michi no sora (9 juin 2004)
- Yume kazaguruma (6 octobre 2004)
- LOVE IS DEAD A-type et B-type (27 avril 2005)

### Demo Tape
- Self Analysis (7 juillet 1999)
- Genesis (18 janvier 2001)
- Genesis (9 juin 2001) - Re-release

## DVD
- Psycho le Cému Majikaru BOX (25 décembre 2003)
- Psycho le Cému in USA - LIVE & DOCUMENT - (15 septembre 2004)
- ~Risoukyou ryokou Zepp~ (9 mars 2005) -
- Psycho le Cému in USA II (19 avril 2006)
- Psycho le Cému ~Saishuu Banashi~ Mata Aeru Sono Hi Made... ~EPILOGUE~ Kataritsugareru Monogatari -  (11 octobre 2006)